# Emanuele Pirro
Emanuele Pirro (Róma, 1962. január 12. –) olasz autóversenyző, Formula–1-es pilóta, ötször nyerte meg a Le Mans-i 24 órás autóversenyt.

## Pályafutása
Hosszú ideig Formula–3-as és Formula–2-es versenyeken indult, majd a Formula–3000-es mezőnyhöz csatlakozott. Mindhárom kategóriában sorra szerezte a futamgyőzelmeket, így 1988-ban a McLaren tesztpilótája lett. Az 1989-es szezon közepén a Benetton Johnny Herbert helyére szerződtette. Két idényen keresztül még a Dallara Formula–1-es csapatában szerepelt, azután véglegesen visszatért a túrakocsikhoz. Legjobb eredménye az 1991 Formula–1-ben, a monacói nagydíjon szerzett hatodik hely.

## Eredményei

### Le Mans-i 24 órás autóverseny
| Év   | Csapat                   | Autó                    | Csapattárs      | Csapattárs       | Helyezés | Kiesés oka |
| ---- | ------------------------ | ----------------------- | --------------- | ---------------- | -------- | ---------- |
| 1981 | Martini Racing           | Lancia Beta Monte Carlo | Beppe Gabbiani  |                  | Kiesett  | Baleset    |
| 1998 | Gulf Team Davidoff       | McLaren F1 GTR          | Rinaldo Capello | Thomas Bscher    | Kiesett  | Baleset    |
| 1999 | Audi Sport Team Joest    | Audi R8                 | Frank Biela     | Didier Theys     | 3.       |            |
| 2000 | Audi Sport Team Joest    | Audi R8                 | Frank Biela     | Tom Kristensen   | Győzelem |            |
| 2001 | Audi Sport Team Joest    | Audi R8                 | Frank Biela     | Tom Kristensen   | Győzelem |            |
| 2002 | Audi Sport Team Joest    | Audi R8                 | Frank Biela     | Tom Kristensen   | Győzelem |            |
| 2003 | Champion Racing          | Audi R8                 | JJ Lehto        | Stefan Johansson | 3.       |            |
| 2004 | ADT Champion Racing      | Audi R8                 | JJ Lehto        | Marco Werner     | 3.       |            |
| 2005 | ADT Champion Racing      | Audi R8                 | Frank Biela     | Allan McNish     | 3.       |            |
| 2006 | Audi Sport Team Joest    | Audi R10 TDI            | Frank Biela     | Marco Werner     | Győzelem |            |
| 2007 | Audi Sport North America | Audi R10 TDI            | Frank Biela     | Marco Werner     | Győzelem |            |
| 2008 | Audi Sport North America | Audi R10 TDI            | Frank Biela     | Marco Werner     | 6.       |            |

### Teljes Formula–1-es eredménylistája
(Táblázat értelmezése)

(Félkövér: pole-pozícióból indult; dőlt: leggyorsabb kört futott) 

| Év   | Csapat               | Kasztni         | Motor       | 1      | 2      | 3      | 4      | 5      | 6      | 7      | 8      | 9      | 10     | 11     | 12     | 13     | 14     | 15     | 16     | Helyezés | Pontok |
| ---- | -------------------- | --------------- | ----------- | ------ | ------ | ------ | ------ | ------ | ------ | ------ | ------ | ------ | ------ | ------ | ------ | ------ | ------ | ------ | ------ | -------- | ------ |
| 1989 | Benetton Formula Ltd | Benetton B188   | Cosworth V8 | BRA    | SMR    | MON    | MEX    | USA    | CAN    | FRA 9  | GBR 11 |        |        |        |        |        |        |        |        | 23.      | 2      |
| 1989 | Benetton Formula Ltd | Benetton B189   | Cosworth V8 |        |        |        |        |        |        |        |        | GER Ki | HUN 8  | BEL 10 | ITA Ki | POR Ki | ESP Ki | JPN Ki | AUS 5  | 23.      | 2      |
| 1990 | Scuderia Italia      | BMS Dallara 190 | Cosworth V8 | USA    | BRA    | SMR Ki | MON Ki | CAN Ki | MEX Ki | FRA Ki | GBR 11 | GER Ki | HUN 10 | BEL Ki | ITA Ki | POR 15 | ESP Ki | JPN Ki | AUS Ki | -        | 0      |
| 1991 | Scuderia Italia      | BMS Dallara 191 | Judd V10    | USA Ki | BRA 11 | SMR Nk | MON 6  | CAN 9  | MEX Nk | FRA Nk | GBR 10 | GER 10 | HUN Ki | BEL 8  | ITA 10 | POR Ki | ESP 15 | JPN Ki | AUS 7  | 18       | 1      |

## Fordítás
- Ez a szócikk részben vagy egészben  az   Emanuele Pirro című angol Wikipédia-szócikk fordításán alapul.  Az eredeti cikk szerkesztőit annak laptörténete sorolja fel. Ez a jelzés csupán a megfogalmazás eredetét és a szerzői jogokat jelzi, nem szolgál a cikkben szereplő információk forrásmegjelöléseként.